# Buzz Kulik
Seymour Kulik, detto Buzz (Kearny, 23 luglio 1922 – Los Angeles, 13 gennaio 1999), è stato un regista e produttore televisivo statunitense.

## Biografia
Dopo gli studi e il servizio militare durante la seconda guerra mondiale, Kulik si è unito ad una agenzia pubblicitaria con cui ha prodotto e diretto spot televisivi.
Dopo alcuni anni ha lasciato il mondo della pubblicità per diventare un regista televisivo, dirigendo molti episodi in serie di successo come Playhouse 90, You Are There, La parola alla difesa e Ai confini della realtà e vincendo premi importanti. A partire dagli anni sessanta è stato anche regista cinematografico senza tuttavia riscuotere lo stesso successo avuto in ambito televisivo.
Durante la campagna elettorale presidenziale del 1971-72, Kulik diresse gli spot televisivi del candidato democratico Edmund Muskie.

## Filmografia parziale

### Cinema
- The Explosive Generation (1961)
- L'assassino viene ridendo (The Yellow Canary) (1963)
- Agente 4K2 chiede aiuto (Warning Shot) (1967)
- Il sergente Ryker (Sergeant Ryker) (1968)
- Viva! Viva Villa! (Villa Rides) (1968)
- La rivolta (Riot) (1969)
- To Find a Man (1972)
- La violenza è il mio forte! (Shamus) (1973)
- Il cacciatore di taglie (The Hunter) (1980)

### Televisione
- Lux Video Theatre – serie TV, 47 episodi (1952-1956)
- Climax! – serie TV, 35 episodi (1956-1958)
- Studio One – serie TV, episodio 10x48 (1958)
- Pursuit – serie TV, episodi 1x06-1x10-1x12 (1958-1959)
- Gli uomini della prateria (Rawhide) – serie TV, episodio 1x12 (1959)
- Perry Mason – serie TV, episodi 2x03-2x26 (1958-1959)
- Gunsmoke – serie TV, 5 episodi (1957-1959)
- Westinghouse Desilu Playhouse – serie TV, episodio 2x08 (1959)
- Playhouse 90 – serie TV, 5 episodi (1958-1960)
- Hotel de Paree – serie TV, episodi 1x18-1x31 (1960)
- La città in controluce (Naked City) – serie TV, episodi 2x09-2x10 (1960-1961)
- Have Gun - Will Travel – serie TV, 13 episodi (1958-1961)
- Lotta senza quartiere (Cain's Hundred) – serie TV, episodio 1x07 (1961)
- Il dottor Kildare (Dr. Kildare) – serie TV, 4 episodi (1961-1962)
- Saints & Sinners – serie TV, episodio 1x06 (1962)
- The Lloyd Bridges Show – serie TV, episodio 1x11 (1962)
- The Dick Powell Show – serie TV, 4 episodi (1962)
- Ai confini della realtà (The Twilight Zone) – serie TV, 9 episodi (1960-1963)
- La canzone di Brian (1971)
- Babe (1976)
- Il caso Lindbergh (1976)
- Ziegfeld e le sue follie (Ziegfeld: The Man and His Women) – film TV (1978)
- Women of Valor (1986)
- Il giro del mondo in 80 giorni (1989)
- Lucky/Chances (1990)

## Riconoscimenti
Directors Guild of America
- 1972 – Directors Guild of America Award per la miglior regia di film televisivo per La canzone di Brian

Golden Globe
- 1976 – Golden Globe per la miglior miniserie o film per la televisione per Babe